# Ray Park
Raymond Park (født 23. august 1974 i Glasgow i Skotland) er en britisk skuespiller, stuntman og kampsportsudøver. Han er bedst kendt for sin rolle som den fysiske del af Darth Maul i fra Star Wars Episode I: Den usynlige fjende.

## Tidlige liv
Park blev født i Southern General Hospital i Glasgow og levede i Govan-området indtil i en alder af syv, da hans familie flyttede til London. Det var i denne alder han begyndte at træne Northern Shaolin Kung Fu. Syv år senere begyndte han også at træne Wushu og gymnastik. Han har siden tilegnet sig et andengrads sort bælte i Northern Shaolin Kung Fu. Han har deltaget mange gange i kampsportskonkurrencer og tilegnet sit mange priser fra dem inklusive, i en alder af 16, Storbritanniens Martial Arts National Championship i sin egen aldersgruppe. Han deltog som en del af det britiske wushu hold i 1993s World Wushu Games ii Malaysia.

## Karriere
Park begyndte i filmprojekter som en stuntman i actionfilmen Mortal Kombat: Annihilation, hvor han var stand-in for både Robin Shou og James Remar. Park havde også gæsteoptrædener som monstre, samt tarkataen Baraka. Alle dise roller havde ingen dialog. 
I 1999, medvirkede Park i Star Wars Episode I: Den usynlige fjende, som Sithfyrsten Darth Maul. Da karakteren havde nogle få replikker, blev Parks stemme eftersynkroniseret af skuespilleren Peter Serafinowicz.
I tillæg til sit skuespillerarbejde, har han også været Christopher Walkens stunt double i filmen Sleepy Hollow. Park optrådte i de scener hvor Walkens karakter, den Hovedløse Rytter, ikke har sit hoved på. 
Park havde sin første dialogrolle i filmen X-Men som skurken Toad. I en scene af filmen, efter at have sendt Storm (Halle Berry) ned af en elevatorskakt, samler han et stykke af et rør op og svinger den rundt næsten på samme måde han svang sit dobbelt-æggede lyssværd som Darth Maul, et Wushubevægelses kendtetegn, samt en reference til sin yndlingsrolle. 
Park er også blevet spurgt om han ville spille en superhelt, i stedet for en skurk, i en film omkring Marvel Comicsfiguren Iron Fist, men filmen har været i præproduktion i nogle år nu. Iron Fist handler om en amerikansk millionær, der bliver en kampsportsudøver, der bliver i stand til at fokusere sin "life force" eller chi i sin næve, der gør den glødende med energi "som noget på jern" og i stand til at anvende overmenneskelige kræfter.

## Privat liv
Park bor på nuværende tidspunkt i Los Angeles med sin kone Lisa, og deres datter Sienna.

## Filmografi
| År   | Titel                                    | Rolle                                                   | Noter                                                                                  |
| ---- | ---------------------------------------- | ------------------------------------------------------- | -------------------------------------------------------------------------------------- |
| 1997 | Mortal Kombat: Annihilation              | Raiden double/Raptor #3/Tarkata #2                      |                                                                                        |
| 1999 | Star Wars Episode I: Den usynlige fjende | Darth Maul                                              | Nomineret: Bedste kampscene (delte med Liam Neeson og Ewan McGregor) - MTV Movie Award |
| 1999 | Sleepy Hollow                            | kamp standind: Headless Horseman (Den Hovedløse Rytter) |                                                                                        |
| 2000 | X-Men                                    | Toad                                                    |                                                                                        |
| 2002 | Ballistic: Ecks vs. Sever                | A.J. Ross                                               |                                                                                        |
| 2005 | Potheads: The Movie                      | Mr. D                                                   |                                                                                        |
| 2006 | Slayer                                   | Acrobatic Vampire Twins                                 | (TV Film)                                                                              |
| 2007 | What We Do Is Secret                     | Brendan Mullen                                          |                                                                                        |
| 2008 | Iron Fist                                | Danny Rand/Iron Fist                                    | (bekendtgjordt)                                                                        |
| 2009 | G.I. Joe                                 | Snake-Eyes                                              | (bekendtgjordt)                                                                        |